# Vietjet Air
Vietjet Air (vietnamesiska: Công ty Cổ phần Hàng không VietJet) är ett statligt vietnamesiskt flygbolag grundat 2007. I maj 2008 anställde flygbolaget Brian Presbury som deras nya vd.
Bolaget flyger till tre destinationer utanför Vietnam. Flygbolaget flyger bland annat 18 Airbus A320.

## Destinationer
- Hanoi
- Ho Chi Minh-staden
- Da Nang
- Hai Phong
- Thanh Hoa
- Vinh
- Dong Hoi
- Hue
- Quy Nhon
- Nha Trang
- Da Lat
- Buon Me Thuot
- Can Tho
- Phu Quoc
- Bangkok
- Singapore
- Taipei
- Seoul